# Days of Darkness
Days of Darkness es un doble CD recopilatorio lanzado por el grupo de thrash metal estadounidense Testament, bajo la discográfica Spitfire Records. El primer disco está compuesto por pistas de los álbumes Demonic y The Gathering, y el segundo por todas las de First Strike Still Deadly.
- Datos: Q2590877